# Sofie Van Moll
Sofie Van Moll (Neerpelt, 20 februari 1984) is een Belgische actrice, radio- en televisiepresentatrice. Na de bevalling van haar eerste kind in 2012 trok ze zich terug uit de media. Sindsdien werkt ze bijna uitsluitend achter de schermen.

## Biografie
Op haar dertiende vertrok ze met haar valies naar Leuven. Ze ging er op internaat in het Lemmensinstituut waar ze woordkunst-drama volgde. Op haar zeventiende werd ze aangenomen aan de Toneelacademie Maastricht, waar ze in juli 2005 afstudeerde als theatraal performer. Ze had tot maart 2009 een relatie met Jenne Decleir, zoon van Jan Decleir.
In 2011 begon ze een nieuwe relatie. In 2012 kreeg het koppel hun eerste kind. Naar aanleiding van het moederschap besloot Van Moll te stoppen als zangeres van de band The Expendables. In 2013 kreeg het koppel een tweede kind, in 2015 trouwden ze. Daarna kregen ze nog twee kinderen, in 2017 en 2019.
In 2013 begon ze een opleiding in dramatherapie, die ze in 2016 succesvol afrondde.

## Televisie
Vanaf oktober 2001 was Van Moll werkzaam bij Ketnet. Vooral als wrapper, maar ze trok ook met de Ketnetband rond, speelde mee in de jongerensoap Spring (een Vlaamse jeugdserie over een groep jongeren die zichzelf en de wereld leren ontdekken in en rond dansschool 'Spring') als Evi De Bie. De Bie was danseres bij Spring. Ze ging naar Londen om er Oosterse filosofie te gaan studeren.
Van Moll deed mee in de Eén-reeks Urbain (als Kiki) met als hoofdpersonage Urbanus.
In het najaar van 2006 deed ze mee aan het muziekprogramma Steracteur Sterartiest.
De deelnemers waren Vlaamse acteurs en actrices die 12 weken live zongen voor een zelfgekozen goed doel. Elke acteur zong een bekend nummer. De kijkers beslisten op het eind via televoting wie afviel of doorging. Van Molls goede doel was Piazza dell'Arte, kunstorganisatie in Antwerpen, die zich richt op jongeren in scholen, verenigingen, asielcentra. Ze viel als zesde af.
In 2004 deed ze met Kerosene mee aan Eurosong, de Vlaamse voorronde van het Eurovisiesongfestival. Ze werd 3e in de 2e voorronde.
Sinds 2006 presenteert Van Moll GO IV, een programma op Ketnet waar twee teams het tegen elkaar opnemen in een duel. In 2009 stopte zij met de presentatie van het programma.
Van Moll speelde een rol in De Kavijaks, een serie die te zien was op VTM. In 2007 en 2008 werd Sofie de copresentatrice van Bart Peeters in het programma De Bedenkers. In 2009 presenteerde ze het Eén televisieprogramma Hartelijke groeten aan iedereen.
In 2009 was Sofie te zien als coach van een aantal kandidaten van Junior Eurosong 2009. Meer bepaald van Las Niñas, Sepp 'n Sigi en Kiviv. Eind 2009 werd ook bekendgemaakt dat Sofie Van Moll in het voorjaar van 2010 een nieuw vrijdagavondprogramma, Goeie Vrijdag, gaat presenteren, waarin ze mensen zal helpen om het door hen gewenste weekend te organiseren.
Begin 2012 was ze op Eén te zien in het reisprogramma Weg Van De Wereld.
Ze werkte daarna voor Eén als redactrice van de opvolger van Man bijt hond.
In 2014 zette ze haar televisiecarrière stop om zich te wijden aan haar opleiding dramatherapie, waarna ze in de zorgsector wil stappen.
Eind november en begin december 2017 presenteerde ze samen met Steven Van Herreweghe Throwback Thursday in het 'Sportpladijs'.

## Film
Van Moll acteerde in Los, de filmbewerking van het boek Los van Tom Naegels (geregisseerd door Jan Verheyen). Ze speelt hierin Tinne naast onder andere Pepijn Caudron (Tom Naegels), Jaak Van Assche (Bob) en Stany Crets (Edgard).
In 2009 speelde ze een gastrol in de film Plop en de kabouterbaby.
In 2021 speelde ze een rol in de film 8eraf.

## Radio
Van Moll presenteerde de Hit 50 van de Ultratop bij Studio Brussel. Later ging ze naar Radio Donna, waar ze "Donna Weekend" presenteerde maar dat programma liep op zijn einde. Na de grondige vernieuwing van Donna (Feel It, Love It) kreeg Van Moll opnieuw een eigen programma: Battle Of The Stars. Daarnaast verving ze Ann Van Elsen in Sunday Match. In de zomer van 2008 presenteerde in het Donna City Café de avondspits afwisselend met Dave Peters en Caren Meynen. Na het stopzetten van Donna focuste Van Moll zich op haar televisiewerk voor de VRT.
In 2009 en 2010 was ze ook als vervangster op het radiostation MNM te horen.

## Theater
In 2011 toerde Van Moll samen met Bert Cosemans rond met het stuk Mankepootstekeblind voor kinderen vanaf 10 jaar. Het stuk liep door in 2012, maar toen speelde zij niet meer mee wegens haar zwangerschap. In theaterseizoen 2014-2015 is Van Moll te zien in The 39 Steps, een toneelstuk gebaseerd op de gelijknamige film.

## Filmografie
- Spring (2002-2005) - als Evi De Bie
- W817 (2003) - als Lore
- Visions of Europe (2004) - als Sofie
- Verlengd weekend (2005) - als Ine
- Urbain (2005) - als Kiki
- Fata Morgana (2005) - als uitdaagster
- Aspe (2006) - als Chris Wouters
- Steracteur Sterartiest (2006) - als kandidaat
- De Kavijaks (2006) - als Lola
- Los (2008) - als Tinne
- Plop en de kabouterbaby (2009) - als clownkabouter Wolly
- Goeie Vrijdag (2010) - als presentatrice
- Zot van Vlaanderen (2010) - als zichzelf
- De klas van Frieda (2010, 2012) - als zichzelf
- Mag ik u kussen? (2011) - als zichzelf
- Weg van de wereld (2012)
- W817: 8eraf! (2021) - als Hanna